# Kathpress
Kathpress, skraćeno od Katholische Pressagentur, austrijska je novinska agencija sa sjedištem u Beču. Osnovana je 1947. za izvještavanje o novostima i djelovanju Katoličke Crkve u Austriji i svijetu. Surađuje s Austrijskom biskupskom konferencijom i ostalim katoličkim tiskom.
Prerhodnica Kathpressu bio je glasnik »Katolische Pressezentrale« osnovan 1945. godine. Isprva su djelovale kao glasilo Bečke biskupije.
Osim sa švicarskim katoličkim mrežnim sjedištem KATH.CH, surađuje i s rimskim »Centrum Informationis Catholicum« (CIC), osnovanim u jeku Drugog vatikanskog sabora 1962. godine.

## Vanjske poveznice
- Službene stranice (njem.)